# Андерсон, Джон Байард
Джон Баярд Андерсон (англ. John Bayard Anderson (15 февраля 1922, Рокфорд, штат Иллинойс — 3 декабря 2017, Вашингтон) — американский юрист, политик-республиканец, конгрессмен от штата Иллинойс. В 1980 году баллотировался на пост президента Соединённых Штатов как независимый кандидат.

## Ранние годы
Родился и вырос в Рокфорде, Иллинойс, в семье шведского эмигранта Э. Албина Андерсона, владельца небольшого продуктового магазина, и Эдны Мейбл. В юности работал в семейном магазине. Учился в Иллинойсском университете вплоть до начала Второй мировой войны. В 1943 году поступил на службу в армию. Служил штаб-сержантом в американской полевой артиллерии до конца войны. Четырежды отмечался боевыми наградами. После войны Андерсон заканчивает образование, получает степень доктора юриспруденции и начинает адвокатскую практику в Рокфорде, одновременно продолжая образование. В 1949 году закончил Гарвардскую юридическою школу и поступил на дипломатическую службу. В 1952—1955 годах работает в Западном Берлине. После ухода в отставку возвращается в Рокфорд к юридической практике.

## Политическая карьера
В 1956 году Андерсон был избран государственным поверенным в округе Виннебаго, Иллинойс. Пребывал в этой должности до 1961 года.
В 1961 году, на всеобщих выборах, избирается в Палату представителей Соединённых Штатов от 16-го округа Иллинойса. Андерсон прославился тем, что трижды (1961, 1963, и 1965 годах) выносил на голосование поправку в Конституцию, признающую «закон и власть Иисуса Христа» над Соединёнными Штатами. Поправка ни разу не была принята, но её автор заслужил репутацию одного из самых консервативных конгрессменов даже среди республиканцев.
В 1964 году получил место в Процедурном комитете. В 1969 году стал председателем Конференции Республиканской палаты, став фактически третьим человеком в республиканской партии. Тогда же его взгляды начинают смещаться влево, в первую очередь в вопросах социальной поддержки неимущих, всё более становятся очевидны его разногласия с коллегами по партии. В 1970-е годы, в условиях растущего рейтинга демократов, Андерсон терял голоса, но сохранял за собой пост за счёт перекрещивающихся голосов. Во время Уотергейта критиковал Ричарда Никсона, всё более дистанцируясь от Республиканской партии.

## Президентская кампания 1980 года
После поражения Джеральда Форда на президентских выборах 1976 года положение Андерсона в Палате пошатнулось. Его репутация республиканца с демократическими взглядами на экономику в условиях правления президента-демократа стала работать против него. В стане республиканцев на первый план вышли радикальные консерваторы, сторонники либеральных, отчасти даже либертарианских, взглядов. Андерсону предлагали баллотироваться на сенатский пост Эдлая Стивенсона III, но он решил идти в президенты. Социологические исследования, проведенные по заказу Андерсона за год до его выдвижения, показали невысокий интерес к его кандидатуре, трудности возникли и со сбором средств на предвыборную кампанию. Однако в 1979 году он всё же выдвинут свою кандидатуру на праймериз. Его оппонентами были Роберт Доул, Джон Конналли, Говард Бейкер, Джордж Буш и Рональд Рейган.
Среди основных лозунгов его кампании было снижение на 50 % налога на бензин для автомобилей. Идея не получила широкой поддержки, но кампания по сбору подписей привлекла к Андерсону дополнительное внимание. Так что на старте избирательной кампании он шёл наравне со своими главными конкурентами. Андерсон ярко проявил себя на дебатах республиканских кандидатов 5 января в Де-Мойне (Айова). Он, единственный из кандидатов, поддержал зерновое эмбарго против Советского Союза, объявленное Джимми Картером после введения войск в Афганистан. Он, в отличие от своих оппонентов, выступил с предложением чёткой энергетической программы, в условиях энергетического кризиса. Среди журналистов Андерсон получил большую популярность за своё умение вести спор и прекрасные риторические данные. На предварительных выборах в Айове Андерсон получил 4,3 % и занял шестое место.
Неоднозначным моментом его избирательной кампании стало выступление перед активистами NRA (Национальной стрелковой ассоциацией). На ней Андерсон заявил о необходимости введения лицензий на приобретение оружия. По мнению Андерсона, это позволило бы вырвать из рук преступников дешёвое оружие. Со сцены он уходил под свист и угрозы. Однако пресса встала на его сторону за смелость. Этим выступлением Андерсон привлек на свою сторону избирателей, склонявшихся к голосованию за демократов, и сомневающихся. В Нью-Гемпшире, штате с высокой долей демократического электората, Андерсон получил почти 10 % и занял 4-е место на предварительных выборах.
После избирательного раунда в Нью-Гемпшире и умеренном Массачусетсе рейтинг Андерсона пошел резко вверх, на фоне широкого освещения его кампании в прессе и притока средств в его избирательный фонд. Пресса дважды ошибочно объявляла его победителем предварительного голосования по штатам, однако, после завершения подсчёта голосов информация опровергалась. В Массачусетсе Андерсон проиграл Джорджу Бушу с разницей в 0,3 %, в Вермонте разница с Рональдом Рейганом составила 690 голосов. После этого относительного успеха в Коннектикуте и Висконсине Андерсон показывал третий результат (22 % и 27 % соответственно). В своём родном штате Иллинойс Андерсон был вторым с результатом 37 %. Показав лучший результат в крупных городах — Чикаго, Рокфорде, он уступил Рейгану сельские районы (48 %). После нескольких неудач перед Андерсоном встал выбор: отказаться от выдвижения в президенты или выдвигаться как независимому кандидату. В пользу второго варианта говорили опросы общественного мнения, показывавшие высокую поддержку его кандидатуры среди традиционно демократических штатов. До начала президентской кампании опросы сулили ему около 22 % на общенациональных выборах. При поддержке крупного медиа-стратега Дэвита Герта, Андерсон принял решение о своём выдвижение как независимого кандидата.
Как независимый кандидат Андерсон столкнулся с целым рядом проблем. Одной из главных стало финансирование избирательной кампании, также было необходимо получить право выдвижения своей кандидатуры во всех штатах и право на освещение своей кампании в СМИ. Поначалу Андерсон более чем успешно решал все проблемы, с которыми сталкивался. Он получил право на каждый избирательный бюллетень (выдвижение во всех штатах) и привлёк в свой избирательный фонд достаточно средств. Силами своей команды он поднял рейтинг до уровня 26 %, по данным опроса общественного мнения проведенного институтом Гэллапа. Однако потом его рейтинг начал падать, в первую очередь по вине самого Андерсона и его команды. В разгар избирательной кампании Андерсон предпринял поездку за границу, желая этим показать готовность решать внешнеполитические проблемы. Как раз в это время в решающую фазу вступила избирательная кампания Рональда Рейгана, которая задвинула Андерсона в нижние строчки информационных лент. Ошибкой было его появление вместе с Тедом Кеннеди. Консервативные избиратели встретили этот шаг в штыки, и к концу августа рейтинг Андерсона опустился до 13-15 %. Встал вопрос о его возможном неучастие в предвыборных дебатах. Вопрос был снят после того как кандидатура Андерсона была поддержана Лигой женщин-избирателей (League of Women Voters), их поддержка создала ему прочную электоральную платформу на уровне 15 %. В начале сентября он преодолел порог квалификации и был допущен до публичных трёхсторонних дебатов.
В конце августа Патрик Луки, бывший губернатор штата Висконсин от Демократической партии и действующий посол США в Мексике, был объявлен кандидатом в вице-президенты.
21 сентября в Балтиморе состоялись дебаты между Джоном Андерсоном и Рональдом Рейганом. Также в дебатах должен был принять участие Джимми Картер, действующий президент, но он заявил, что не может появиться в одном месте с Андерсоном. Впоследствии этот отказ стал одной из главных причин поражения Картера на выборах. Хорошо выступив на дебатах Андерсон всё-таки не смог переиграть Рейгана по части харизмы, и в следующие недели его рейтинг опустился с 16 % до 10-12 %. Прямое столкновение двух представителей республиканской партии заставило консервативных избирателей выбирать ту или другую сторону и они предпочли Рейгана, выглядевшего более последовательным. Несмотря на то, что главные оппоненты всё-таки не встретились эти дебаты стали поворотным моментом всей кампании. Теперь в выборах участвовали только два реальных претендента на президентский пост. Голоса Андерсона продолжали таять, так что ко дню голосования его рейтинг оценивался в районе 7 %.
По итогам голосования, прошедшего 4 ноября, за Джона Андерсона было подано 5 719 850 голосов избирателей, что составило 6,6 % от общего числа проголосовавших. Андерсон занял третье место, уступив двум главным претендентам — Рональду Рейгану, ставшему 40-м президентом Соединённых Штатов и Джимми Картеру. Его результат стал самым высоким среди независимых кандидатов и кандидатов от третьих партий с 1968 года и шестым в двадцатом столетии. До него большего результата добивались Теодор Рузвельт (баллотировавшийся в 1912 году от Прогрессивной партии и набравший свыше 27 %), Роберт Лафолет (1924 год, Прогрессивная партия, 16,6 %) и Джордж Уоллес (1968 год, Независимая партия, 13,5 %). После 1980 года Росс Перо, баллотировавшийся как независимый кандидат, дважды добивался серьёзных результатов (18,9 % в 1992 и 8 % в 1996 году).

## Оценка влияния на результат выборов
В истории Соединённых штатов не раз бывало, что кандидат, реально не претендовавший на победу, оказывал большое влияние на исход голосования. Джон Андерсон предложил на суд избирателям программу, представлявшую нечто среднее между программами республиканца, правого консерватора Рейгана и демократа, левого либерала Джимми Картера. По данным социологических опросов в качестве «второго кандидата» сторонники Андерсона называли как Рейгана, так и Картера. Таким образом влияние Андерсона на результаты итогового голосования оказалось незначительным.

## После выборов
Проиграв президентские выборы и потеряв место в Конгрессе, Андерсон вернулся к юридической и преподавательской деятельности. Ещё во время предвыборной кампании опросы показывали большую его популярность в студенческих городках. Как приглашённый лектор Андерсон выступал в Стенфордском университете, Университете Дьюка, Юридическом университете Иллинойса, Университете Брандейса и других.
С 1996 по 2008 год занимал пост председателя FairVote и до смерти состоял в его правлении. Состоял президентом Мировой федералистской ассоциации. Рассматривался как возможный кандидат на выборах президента 2000 года от Партии реформ, но поддержал Ральфа Нейдера. В 2008 году поддержал выдвижение в президенты Барака Обамы. В 2012 году участвовал в создании левоцентристской Партии справедливости Роки Андерсона.